# Alessandro Bettini
Alessandro Bettini (Trecate, 20 luglio 1821 – Roma, 1º novembre 1898) è stato un tenore italiano.

## Biografia
Ebbe una lunga carriera internazionale, di oltre 50 anni. Era particolarmente popolare in Inghilterra, dove cantò per venti stagioni alla Royal Opera House e in altri teatri.
Ebbe anche un grande successo a Parigi, nel Théâtre-Italien e nei concerti che si tenevano nella casa del compositore Gioachino Rossini. Uno dei suoi ruoli operistici più importanti fu, appunto, l'Almaviva de Il barbiere di Siviglia che, si dice, cantò più di 1 800 volte.
Anche in Inghilterra ebbe un gran successo, cantando in Mignon, Semiramide, La sonnambula, Don Giovanni, Il flauto magico, Gli ugonotti, Hamlet e Der Freischütz. In Italia cantò con grande successo il Tonio de La figlia del reggimento con Angiolina Zoja. A Madrid, oltre a cantare al Teatro Real, tenne diversi concerti davanti alla corte reale spagnola.
Partecipò alle anteprime mondiali di Robert Bruce, di Rossini (Parigi, 1846), Gianni di Nisida, di Giovanni Pacini (Roma, 1860), Stefania, di Raffaele Gentili (Roma, 1860) ed Esmeralda, di Fabio Campana (San Pietroburgo, 1869).
Era sposato con il mezzosoprano Zelia Trebelli-Bettini (1834-1892), una delle grandi primedonne della capitale britannica all'epoca.